# 無錫工藝職業技術學院持刀傷人事件
2024年11月16日約晚上18時30分，在中華人民共和國江蘇省宜興市的無錫工藝職業技術學院內，21歲男子徐加金無差別持刀襲擊學院內的學生。根據警情通報，此次襲擊造成8人死亡，17人受傷。2024年12月17日，无锡市中级人民法院以故意杀人罪判处徐加金死刑，剥夺政治权利终身。经最高人民法院核准，徐加金于2025年1月20日被执行死刑。从案发到公安机关侦察、检察院提起公诉，再到法院判决，共计仅用约一个月的时间，审理速度远远超过中国大陆其他大部分刑事案件。而案件宣判至执行死刑也仅相隔大约一个月。
这是中华人民共和国一周内发生的第二起无差别袭击导致多人死亡的事件，上一起于2024年11月11日，廣東省珠海市體育中心發生駕車撞人事件，導致35人死，43人傷，而襲擊者則在襲擊後試圖自殺。而该次持刀杀人事件，也是近一个月内发生的无差别持刀袭击造成伤亡人数最多的事件。

## 背景
涉事地點無錫工藝職業技術學院是位於江蘇省無錫的一所公辦全日制普通專科學校。據其學校簡介稱，該校佔地近1000畝，建築面積約29萬平方米。
中国大陆规定，中职学生需花费1年以上的时间在“实践学习”上，而高职学生则需要1学期以上。在此过程中，部分职业学校会充当“黑中介”或“包工头”，以实习之名，将学生送至工厂填补缺工的情況；学生虽长时间工作，但只会换来微薄的报酬。不过，根据教育部2019年印发的《关于加强和规范普通本科高校实习管理工作的意见》，顶岗实习学生每天工作时间不得超过8小时，其工资不可以低于相同岗位试用期的80%。

## 襲擊
據媒體引用網上消息指，行凶者事前躲在草叢裡，然後無差別捅向校內學生，现场图片显示，在校園道路上多人倒地不起，部分人衣服渗有血迹，有学生称其舍友被捅，并告知其他人不要出去。許多學生躲在宿舍內，甚至用衣櫃封住房門，以防行兇者闖入繼續襲擊。
學校外停放數輛警車和救護車，警察手持盾牌進入學校。行凶者持刀在學校操場與警方對峙，他們手持電筒照向行兇者，一名警員在他側身之際將其制伏，多名男學生見狀亦上前協助。
當晚晚上11點半左右，宜興市公安局報告指，行凶者当场被捕，並承認犯罪事實。部份伤者已被送至宜兴市人民医院新院区。

## 嫌疑人
宜興警察通報表示，犯罪嫌疑人徐加金（2003年3月8日生，江蘇沭阳人）是无锡工艺职业技术学院2024届毕业生，因考试不合格未拿到毕业证书，並且对实习工資不满，於是回校行凶。

### 网传遗书
互联网流传疑似由嫌疑人留下的“遗书”，署名徐加金。文中提到社會主義落實公平性的問題，並稱自己每天上班16小时，被拖欠工资，学校拒绝授予毕业证，希望以生命去戰鬥，推动《勞動法》进步，高呼工人與無產階級萬歲等内容。

### 社交账号
互联网流传徐加金的微信账号头像为日本漫画《【我推的孩子】》角色星野爱，其个性签名为“我应该在烈火和热血中得到永生！”；其bilibili账号被指关注中国左翼意見領袖未明子，并有过互动，未明子对此回应称“没劝回来是我的问题”。

## 审判
2024年12月17日，无锡市中级人民法院以故意杀人罪判处徐加金死刑，剥夺政治权利终身。经最高人民法院核准，徐加金于2025年1月20日被执行死刑。

## 後續
事件距珠海體育中心駕車撞人事故僅隔5天，因此備受關注，但由于中国网络庞杂审查制度的缘故，这类恶性事件往往不会被允许在官方表态前传播，于是初时多家媒體的相關報導遭平台删除，民众间的谈论也被頻繁清除。直至當晚深夜11時30分，在官方口径央視新聞微博發佈宜興公安通報後，审查重点放松，相关消息才得以在一定界限內討論。然而，新浪微博相關話題依然顯示「該話題內容不予顯示」，并虽有超常的热度，却無法登上熱搜榜。而在中國诸多社群媒體平台上，搜尋事件的關鍵字，优先或只出現警方的聲明，与零星的经过内容筛选后附在警方声明之后的民间舆论。
《極目新聞》記者在事發當晚採訪無錫工藝職業技術學院，有工作人员回应稱「领导正在开会，稍后发布通报」。中共江苏省委书记信长星接报此事后作出批示，安排省领导赶赴现场指导处置工作，并连夜召开会议。11月17日，信长星主持召开视频会议，指出在珠海驾车冲撞行人案件发生不久，江苏就发生如此惨痛案件，此次事件“性质恶劣、影响恶劣，令人十分痛心，必须深刻反思、深刻警醒、深刻汲取教训”，要尽快查明案情，严惩凶手，震慑犯罪，同时也要学习习近平对珠海案件指示精神，全面排查各类矛盾风险，最大限度从源头处处置矛盾，并加强校园安全管理及人员密集场所等重点部位巡控。

### 評論
此事件在中國網絡上引起譁然，許多網民譴責行兇者，直言針對無辜者襲擊的行兇者是懦夫，更有評論轉發魯迅名句：「勇者憤怒，抽刃向更強者；怯者憤怒，卻抽刃向更弱者。」部份網上意見認為社會上的戾氣過重，呼籲當局應該採取措施來解決這一問題。也有網民擔心用無差別殺人作為手段來報復社會已經形成模仿效應。
路透社指這事件在中國網絡上「掀起一場罕見但受嚴密審查的討論」，話題主要集中在中國人的心理健康、中國經濟體增长放緩所帶來的壓力，以及當今年輕人是否面臨比曾受惠於中國高速發展的前幾代人更大之困境。
BBC引用21世紀教育研究院院長熊丙奇的說法，儘管中華人民共和國教育部曾在2016年制定《職業學校學生實習管理規定》監管職校及實習單位剝削學生的現象，但成效不彰。而學生也沒有足夠的維權渠道來保障自己的利益，「學生在這種情況下，他就可能會有極端的想法。」
《华尔街日报》指出，中国社会当前出现经济疲软、青年失业率高和持续时间长的房地产萎靡问题，引发社会不稳定因素，进而导致对共产党的执政能力产生怀疑。